# Piasków (przystanek kolejowy)
Piasków (ukr. Пісків, ros. Песков) – przystanek kolejowy w miejscowości Piasków, w rejonie rówieńskim, w obwodzie rówieńskim, na Ukrainie. Położony jest na linii Równe – Baranowicze – Wilno.